# Doug Duke
Douglas „Doug“ Duke (eigentlich Ovidio Fernández, * 1920 in Buenos Aires; † 10. November 1973 in Rochester (New York)) war ein US-amerikanischer Jazzmusiker (Piano, Orgel, auch Fagott, Akkordeon, Trompete).

## Leben und Wirken
Ovidio Fernández begann im Alter von sechs Jahren mit klassischem Klavierunterricht und mit zehn Jahren mit Pfeifenorgelunterricht. Im Jugendalter zog er mit seiner Familie nach Rochester im Bundesstaat New York. Dort trat er bereits mit 15 Jahren als Pianist in örtlichen Jazzclubs auf und änderte seinen Namen in Doug Duke. Nach dem Abitur tourte er mit Shep Fields und spielte später mit Mal Hallett, Jan Savitt, Mitchell Ayres, Dick Stabile und als einziger weißer Musiker in einer der Bands von Lionel Hampton, 1948 im Apollo Theater in New York. In den 1950er-Jahren tourte er hauptsächlich als Organist mit seinen eigenen Gruppen und trat in Frank Dailey’s Meadowbrook in New Jersey, im Hickory House in Manhattan und in Steve Allens Fernsehshow auf.
Im Laufe der Jahre nahm Duke Schallplatten für Decca (mit Lionel Hamptons Sextett/Quintett), Mercury („Little Old Lady/Mambo at the Meadowbrook“) sowie 1953 eine LP für Savoy auf, ohne jedoch größere Bekanntheit zu erlangen. Von Ende der 1950er- bis Mitte der 1960er-Jahre unternahm Duke mehrere Reisen nach Europa. Dort trat er als Solist und mit anderen Jazzkünstlern auf; so begleitete er bei einem TV-Auftritt in den Niederlanden 1963 die Sängerin Sarah Vaughan („I Can't Give You Anything but Love“); für Philips spielte er die Alben Doug Duke at the Organ und  Dancing to the Swinging Hammond Organ ein. Mitte der 1960er-Jahre lebte er für einige Zeit in Dänemark.
Nach seiner Rückkehr in die Vereinigten Staaten spielte Duke 1966 für drei Monate in Rochester in John Amalfis Hi-Fi 400 Club, und im November 1966 eröffnete er einen kleinen Club namens The Music Room (4449 Lake Avenue) in Charlotte, einem Vorort von Rochester. Bis zu seinem Tod 1973 begleitete er dort gastierende Künstler wie Coleman Hawkins, Roy Eldridge, Lionel Hampton, Charlie Shavers, Clark Terry, Moe Koffman (1967), Toots Thielemans, Marian McPartland (1968) und Teddy Wilson, mit letzteren beiden in einem Klavier-Orgel-Duett. Der Raum wurde von ihm auch als Tonstudio genutzt; zudem betätigte sich Duke auch als Erbauer einer Kombination aus Klavier und Orgel, die er „Dukeatron“ nannte und die er nur zu Hause benutzte. Im Bereich des Jazz war er laut Tom Lord zwischen 1949 und 1968 an 30 Aufnahmesessions beteiligt, u. a. auch mit Joe Roland (1954).
Als andere Organisten in den 1960er-Jahren vom bahnbrechenden Jimmy Smith beeinflusst wurden, habe Duke weiterhin einen fetten, hart swingenden Pre-Smith-Sound bevorzugt, der mit dem von Wild Bill Davis vergleichbar war, schrieb Alex Henderson in Allmusic. 1994 veröffentlichte das Label Valley Vue einige seiner Auftritte in Rochester auf dem Doppel-CD-Album The Music Room.

## Diskographische Hinweise
- The Doug Duke Trio (Savoy, 1953) mit Clyde Lombardi, Mel Zelnick[4]
- Douglas Duke, Vol. 2 (1954)
- Sounds Impossible (Herald, 1956), mit Jerry Bruno
- The Music Room (I960)